# Glypta robsonensis
Glypta robsonensis är en stekelart som beskrevs av Dasch 1988. Glypta robsonensis ingår i släktet Glypta och familjen brokparasitsteklar. Inga underarter finns listade i Catalogue of Life.